# 송림 풍림아이원
송림 풍림아이원(영어: Songrim Pungrim I-won)은 대한민국 인천광역시 동구 송림동에 위치한 아파트다.